# Mumins lange Reise
Mumins lange Reise (Originaltitel: Småtrollen och den stora översvämningen, „Die kleinen Trolle und die große Überschwemmung“) ist das erste Buch der finnlandschwedischen Schriftstellerin Tove Jansson über die von ihr erfundenen Trollwesen, die Mumins. Es erschien 1945. In deutscher Übersetzung erschien es erst 1992, über 20 Jahre nach allen anderen acht Bänden. Da Jansson das Buch nicht in die 1968 abgeschlossene Revision aller Mumin-Bände einbezog und es daher überdurchschnittliche Inkonsistenzen zu den anderen Büchern aufweist, wird es oft nicht zur Mumin-Reihe gezählt. Es ist gewissermaßen ein Vorläufer der späteren Mumin-Reihe, die mit dem nächsten Buch Komet im Mumintal beginnt und auch ohne diese Vorgeschichte verständlich ist.

## Handlung
Mumin ist mit seiner Mutter unterwegs. Sie treffen ein kleines Tier (später Schnüferl genannt) und nehmen es mit. Sie kämpfen sich durch Wälder und Sümpfe und machen verschiedenste Bekanntschaften. Die Muminmutter erzählt vom Muminvater, der auf eine Entdeckungsreise gegangen und nicht zurückgekommen ist. Sie hat die Hoffnung aufgegeben, ihn wiederzufinden. Sie wandern weiter und geraten in einen heftigen Regen, der eine schwere Überschwemmung verursacht. Unter den vielen Tieren, die sich in Sicherheit bringen konnten, finden sie den Muminvater. Sie können ihn retten, und er erzählt ihnen von seinem Haus, das er für die Familie gebaut hat und in das er sie bald nachholen wollte. Nun wurde es von der Überschwemmung mitgerissen. Die wieder vereinte Familie wandert weiter und kommt nach einer Weile in ein schönes Tal. Dort sehen sie zu ihrer Überraschung das Haus, das der Vater beschrieben hat – die Flut hat es dorthin gespült. Sie entschließen sich, dort zu bleiben.

## Figuren
In diesem Buch wird die Kernfamilie der Mumins – Muminmutter, Muminvater und Mumin – vorgestellt. Außer den namenlosen Hatifnatten ist die einzige weitere wiederkehrende Figur das kleine Tier, das bei den Mumins bleibt und in den späteren Büchern je nach Übersetzung Schnüferl oder Sniff genannt wird. Damit ist das Buch – das auch mit Abstand das kürzeste ist – gewissermaßen die Einleitung für die weiteren Bücher. Alle anderen wiederkehrenden Charaktere werden erst ab dem zweiten Buch, Komet im Mumintal, nach und nach eingeführt.

## Themen
Tove Jansson begann 1939, während des Winterkrieges, die Geschichte zu schreiben. Zuerst war sie als eskapistisches Märchen gedacht, das ihr durch seine Motive von Kindheit und Geborgenheit und sein glückliches Ende als Ausgleich zum Kriegsgeschehen dienen sollte. Als sie das Buch im letzten Jahr des Zweiten Weltkrieges vollendete, flossen aber auch Kriegserlebnisse mit ein und prägen die bedrohliche Stimmung des Buches. Die Flüchtlinge, die durch die Katastrophe ihre Wohnstätten verloren haben, und die auseinandergerissene Muminfamilie spiegeln die Situation vieler Menschen im Jahr 1945 wider. Auch in dieser Hinsicht ist Mumins lange Reise eine Art Vorläufer des folgenden Buches Komet im Mumintal, in dem ebenfalls eine Reise und die Flucht vor einer Katastrophe eine zentrale Rolle spielen.
Das Buch setzt auch Maßstäbe für den Umgang der Mumins mit der Natur. Obwohl sie immer wieder von Naturkatastrophen bedroht sind, ist ein Leben in der Natur für die Mumins wünschenswert. Auf ihrer Reise treffen sie einen verspielten Erfinder, der als Vorläufer von Willy Wonka in Charlie und die Schokoladenfabrik gesehen werden kann. In der von ihm geschaffenen, nach außen abgeschlossenen Welt bestehen alle Pflanzen, Flüsse und Seen aus Süßigkeiten. Den Mumins gefällt die Zuckerwelt für eine Weile, allerdings bekommen sie Bauchschmerzen, vermissen das Tageslicht und verzichten schließlich auf die ungesunde Künstlichkeit zugunsten des Lebens in der echten Natur.

## Publikationsgeschichte
1944 schlug Janssons Freund Atos Wirtanen ihr vor, ihre 1939 begonnene Geschichte zu einem Kinderbuch zu verarbeiten und bei einem Verlag einzureichen. Jansson schuf dazu knapp 50 Illustrationen, darunter Aquarelle und Zeichnungen in schwarz-weiß. Das Buch erschien erstmals 1945 in einfacher Gestaltung im schwedischsprachigen Verlag Söderström in Helsinki und zeitgleich im Verlag Hasselgren in Schweden. Als Titel wurde Småtrollen och den stora översvämningen (Die kleinen Trolle und die große Überschwemmung) gewählt, da der von Jansson erfundene Begriff „Mumins“ für die Vermarktung des Buches zu unbekannt schien.
Mumins lange Reise war anfangs kein großer kommerzieller Erfolg. 1956, nachdem Jansson durch ihre späteren Bücher und Comics international berühmt geworden war, schlug ihr schwedischer Verlag ihr vor, Mumins lange Reise und Komet im Mumintal neu aufzulegen. Jansson war von der Qualität ihrer ersten beiden Bücher nicht mehr überzeugt und begann, sie zu überarbeiten. Während Komet im Mumintal kurz darauf in einer Neufassung erschien, schloss Jansson die Überarbeitung von Mumins lange Reise nie ab und verbat sich für lange Zeit eine unveränderte Neuauflage.
Auch in andere Sprachen wurde Mumins lange Reise zunächst nicht übersetzt. In Deutschland erschien es erst 1992 in einer Übersetzung von Birgitta Kicherer. Es ist das einzige Mumin-Buch, das schon in seiner ersten Fassung von Birgitta Kicherer übersetzt wurde. Kicherer übersetzte daraufhin ab 2001 auch alle weiteren Bände der Mumin-Reihe noch einmal neu. 2005 erschien Mumins lange Reise in einer Doppelausgabe gemeinsam mit Komet im Mumintal unter dem Titel Willkommen im Mumintal. Eine Lesung beider Bücher von Barbara Auer erschien im Hörverlag.
Die schwedische Autorin Cecilia Davidsson brachte ab 2017 mehrere Bilderbücher heraus, in denen sie ausgewählte Episoden aus dem Mumin-Büchern nacherzählt. Für in Deutschland unter dem Titel Abenteuer im Mumintal erschienenen Sammelband dienten Teile der Handlung von Mumins lange Reise als Grundlage. Cecilia Heikkilä illustrierte das Buch angelehnt an Tove Janssons Stil. Birgitta Kicherer übersetzte es ins Deutsche.

## Adaptionen

### Hörspiel
Im Februar 2024 veröffentlichte der Westdeutsche Rundfunk eine neue Hörspiel-Serie, in der Mumins lange Reise zwei Folgen stellt.